# Capital soleil
Le capital solaire ou capital soleil correspond à la quantité totale de rayons du soleil (ultraviolets) que chaque individu peut recevoir tout au long de sa vie sans risque de développer un cancer de la peau (mélanome). La peau, organe vital, possède des capacités naturelles à réparer les dommages du soleil mais cette capacité de réparation varie d'un sujet à l'autre et ce, indépendamment du phototype. Il semble que cette capacité de réparation diminue au cours de la vie,.